# Religionsfreiheit in Myanmar
Religionsfreiheit in Myanmar ist in der Verfassung von Myanmar zwar formell vorgesehen. In der Praxis ist die Religions- und Weltanschauungsfreiheit in dem autokratisch regierten Land jedoch massiv eingeschränkt.

## Normierung

### Verfassungsrechtlicher Rahmen
Artikel 34 der Verfassung von Myanmar garantiert formell Gewissensfreiheit, Bekenntnisfreiheit und ein Recht auf freie Religionsfreiheit:
„Jeder Bürger hat gleichermaßen das Recht auf Gewissensfreiheit und das Recht, sich vorbehaltlich der öffentlichen Ordnung, Sittlichkeit oder Gesundheit und der übrigen Bestimmungen dieser Verfassung frei zu seiner Religion zu bekennen und diese auszuüben.“
Die Bestimmung enthält einen Vorbehalt mit Blick auf die öffentliche Ordnung, Sittlichkeit, Gesundheit sowie andere Bestimmungen der Verfassung. Schrankenregeln im Bereich des Forums Externum der Religionsfreiheit (Religionsausübung in der Öffentlichkeit) gibt es auch in anderen Verfassungen. Beschränkungen sind im Sinne des Menschenrechtsansatzes allerdings ausschließlich dann zulässig, wenn sie angemessen und verhältnismäßig sind. In der Praxis wird das amtierende Militär-Regime solchen Ansprüchen in keiner Weise gerecht. So nutzt das Regime die Vorbehalte in der Praxis, um gegen Religionsgemeinschaften und religiöse Akteure vorzugehen, die eigenen politischen Interessen entgegenstehen oder beeinträchtigen könnten.

### Völkerrechtlicher Rahmen
Stand Juli 2024 gehört Myanmar zu den wenigen Staaten, die den Internationalen Pakt über bürgerliche und politische Rechte nicht unterzeichnet und ratifiziert haben, der unter Artikel 18 das Recht auf Gedanken-, Gewissens- und Religionsfreiheit ausformuliert.

## Gefährdungen und Verletzungen der Religionsfreiheit

### Verletzungen und Einschränkungen im Zuge der autokratischen Herrschaft durch die Militär-Junta
Durch die autokratische Herrschaft der Militär-Junta sind die Menschenrechte in Myanmar massiv eingeschränkt. Dies betrifft auch die Religions- und Weltanschauungsfreiheit. Wie die anderen Menschenrechte ordnet das Regime die Religionsfreiheit den eigenen machtpolitischen Interessen unter. So nutzt das Regime etwa Vorbehalte mit Blick auf die öffentliche Ordnung und Sittlichkeit, um gegen Religionsgemeinschaften und religiöse Akteure vorzugehen, die eigenen politischen Interessen entgegenstehen oder beeinträchtigen könnten.

### Verletzungen und Einschränkungen in Folge des erstarkenden birmanisch-buddhistischen Nationalismus
Im Zuge des Erstarkens eines birmanisch-buddhistischen Nationalismus kommt es in Myanmar in den letzten Jahren vermehrt zu gewaltsamen Übergriffen gegen religiöse und ethnische Minderheiten.
Gerade Muslime leiden in Myanmar unter Diskriminierung. In Ausweisdokumente tragen Behörden häufig, unabhängig von der ethnischen Zugehörigkeit des Ausweisbesitzers, die Bezeichnung „Bengali“ ein. Dadurch wird impliziert, dass die muslimischen Bürger Fremde seien, die nicht wirklich zu dem Land gehören. Infolgedessen bleiben muslimischen Bürgern häufig Bildungschancen und wirtschaftliche Möglichkeiten verwehrt. Es sind etliche Fälle dokumentiert, in denen Muslime den Buddhismus als eigene Religion angegeben haben, um Diskriminierung und persönlichen Nachteilen aus dem Weg zu gehen.
Ultranationalistische Bewegungen wie die extremistische Mönchsgruppe Ma Ba Tha hetzen gegen religiöse Minderheiten, warnen vor einer vermeintlichen Überfremdung und sprechen sich gegen Beziehungen zwischen verschiedenen Religionen aus. Der Hass zielt besonders auf muslimische Minderheiten ab. Aber auch andere religiöse Minderheiten wie Christen sind indirekt betroffen.

### Verletzungen und Einschränkungen in Folge der innerstaatlichen bewaffneten Konflikte
Durch die zahlreichen innerstaatlichen Konflikte in Myanmar ist auch die Religions- und Weltanschauungsfreiheit stark beeinträchtigt. Zahlreiche Moscheen und Kirchen sind schwer beschädigt oder zerstört worden.
2012 griffen militante buddhistische Gruppen muslimische Rohingyas an. 2017 führte die staatliche Armee schließlich eine Großoffensive gegen die separatistische Arakan Rohingya Salvation Army durch. Die Kampfhandlungen führten zu zahlreichen Opfern.